# Borgo Valbelluna
Borgo Valbelluna est une commune italienne située dans la province de Belluno en région Vénétie. Elle est créée le 30 janvier 2019 par la fusion de Lentiai, Mel, qui en est le chef-lieu, et Trichiana. 

## Géographie
La commune s'étend sur 167,69 km2 à l'extrémité sud de la province, dans la Valbelluna, qui constitue la moyenne vallée du Piave.

## Histoire
Le nom de la future commune est approuvé le 10 juin 2018 et le 16 décembre de la même année, le projet de fusion est approuvé lors d'une consultation populaire organisée dans les communes de Lentiai, Mel et Trichiana par 68,49 % des voix.